# Andrij Deryzemlja
Andrij Vasilovitj Deryzemlja (ukrainska: Андрі́й Васи́льович Дериземля́) född 18 augusti 1977 i Zjovtneve, Sumy, Ukrainska SSR, Sovjetunionen är en ukrainsk skidskytt. Han deltog för första gången i en skidskyttetävling vid 11 års ålder.
Deryzemlja är professionell och bosatt i Tjernihiv i Ukraina där han är gift och har en dotter, Tatjana.

## Meriter
- Världscuptävlingar: 6 pallplatser varav en seger i masstart.